# José Barbara
Pour les articles homonymes, voir Barbara (homonymie).
José Barbara, né le 6 juin 1944 à Aire-sur-la-Lys (Pas-de-Calais) et mort le 2 janvier 2017 au Touquet-Paris-Plage, est un pilote français de rallye.

## Biographie
Il débute en moto-cross en 1962 sur le sol britannique, puis viennent les premières compétitions automobiles. Depuis il alterne participations dans des épreuves régionales, nationales et internationales. En 1971, José a été pilote officiel Ford (Ford Capri) en championnat de France des rallyes. Son équipier de l'époque était Thierry Sabine, le créateur du Paris Dakar. À l'automne 2010, à 65 ans passés, il signe sa 100e victoire. En 2014, avant le rallye de la Lys, son compteur est à 110 victoires. Son nom reste lié au rallye du Touquet, course qu'il a remportée à huit reprises. Le rallye qu'il a remporté le plus grand nombre de fois est le rallye de la Lys (ex Cedico) qu'il a gagné à 11 reprises.
Son compteur s'est arrêté à 111 victoires, 228 podiums après 492 participations.
Il meurt le 2 janvier 2017 à la suite d'une rupture d’anévrisme.
Parmi les voitures notables qu'il a pilotées : Alpine A110, Porsche 911 SC et GT3, BMW M3 (E30), Subaru Impreza groupe N, R, A et WRC (S4, S9, S11 et S14) la Mini Countryman S2000/WRC et la DS3 R5.
Paru en 2015, le livre "José Barbara, 50 ans de compétition" (Gilles Guillon, Pôle Nord Editions) retrace sa carrière.